# Залізниця Сорокабана
Залізниця Сорокабана (порт. Estrada de Ferro Sorocabana) — колишня залізниця в бразильському штаті Сан-Паулу та компанія, що керувала нею.
«Компанія залізниці Сорокобана» (Companhia Estrada de Ferro Sorocabana) заснована 2 лютого 1870 підприємцем австро-угорського походження Луїзом Матеусом Майлаським з капіталом у 1 200 млн реалів, поступово капітал збільшився до 4 млрд реалів. Перші поїзди почали рухатися по залізниці 10 липня 1875, тоді залізниця мала лише одну лінію між містом Сан-Паулу і залізничною системою Іпанема, перетинаючи місто Сорокаба.
Спочатку лінія була призначена для транспорту бавовнику, але потім переключилася на транспорт кави, головного продукту штату, а її лінія були продовжена до Ботукату. В 1919 система продовжена до муніципалітету Презіденті-Пруденті, а в 1922 — до Презіденті-Епітасіу, на березі річки Парана.
В 1920-х її найраніші ділянки почали переважно обслуговувати приміські поїзди. Дальні поїзди рухалися по системі до 1999, коли система була передана компанії Ferroban. Вантажні перевезення по більшій частині цієї системи продовжуються і зараз.